# Penguin News
Penguin News — единственная газета, выпускаемая на Фолклендских островах. Издаётся еженедельно по пятницам.

## История
Газета была основана в 1979 году первым редактором, а затем владельцем Грэмом Бундом, который около 40 лет ведёт в ней свою колонку. Первое издание вышло в октябре 1919 года, с изображением танцующего пингвина на обложке, который позже стал его фирменным знаком.
Первоначально газета издавалась ежемесячно (или  насколько было возможно, почти ежемесячно). Потом публикации газеты прервались на время Фолклендской войны в 1982 году, но возобновились в июне того же года с выходом культового номера «Победа, свобода и будущее». Позже число сотрудников увеличилось в два раза, и газета увеличила частоту своих публикаций до двухнедельных, а затем и до еженедельных.
Газета часто боролась за финансирование и даже была близка к финансовой катастрофе, когда в 1988 году её продали компании Seamount Ltd. Seamount Ltd была создана для осуществления промышленного рыболовства на Фолклендских островах. В соответствии с соглашением с Stanley Fisheries компания должна была инвестировать в острова другими способами, что и привело Seamount к покупке Penguin News. Однако, вскоре после этого Seamount стала банкротом с крупными долгами, и будущее газеты оказалось под угрозой. Правительство Фолклендских остравов взяло под контроль активы Seamount Ltd, и приняло закон для медиа, гарантирующий независимость газеты.
Сегодня финансы газеты в полном порядке. Штат сотрудников состоит из главного редактора, заместителя редактора, журналиста и офис-менеджера, которые выпускают двадцатистраничное, частично цветное издание, напечатанное в Стэнли. Нынешний главный редактор — уроженка Фолклендских островов в шестом поколении Лиза Уотсон.
Среди редакторов были Белинда Каминада, Джон Смит, Рори Маклеод, Джим Стивенс (ранее журналист Daily Express), Дженни Кокуэлл и Джон Фаулер.
Penguin News публикуется в интернете с платным доступом на сайте газеты. Онлайн-версия обычно публикуется вечером в четверг по Фоклендскому времени.
Издания с 1979 года по настоящее время газета публикуется в интернете Правительственным архивом Фолклендских островов.
Уругвайское информационное агентство MercoPress отметило 25-летие со дня основания Penguin News статьёй, в которой поведала историю создания и деятельности издания.

## Скандал с президентом Аргентины
Газета получила широкий резонанс в соцсетях и зарубежных СМИ в 2012 году, когда, казалось, назвала аргентинского президента Кристину Фернандес де Киршнер «стервой». Оскорбительное слово было написано в названии файла с фотографией президента Аргентины. Главный редактор Лиза Уотсон в твиттере назвала произошедшее «шуткой» своих подчиненных.